# Ladislav Štípek

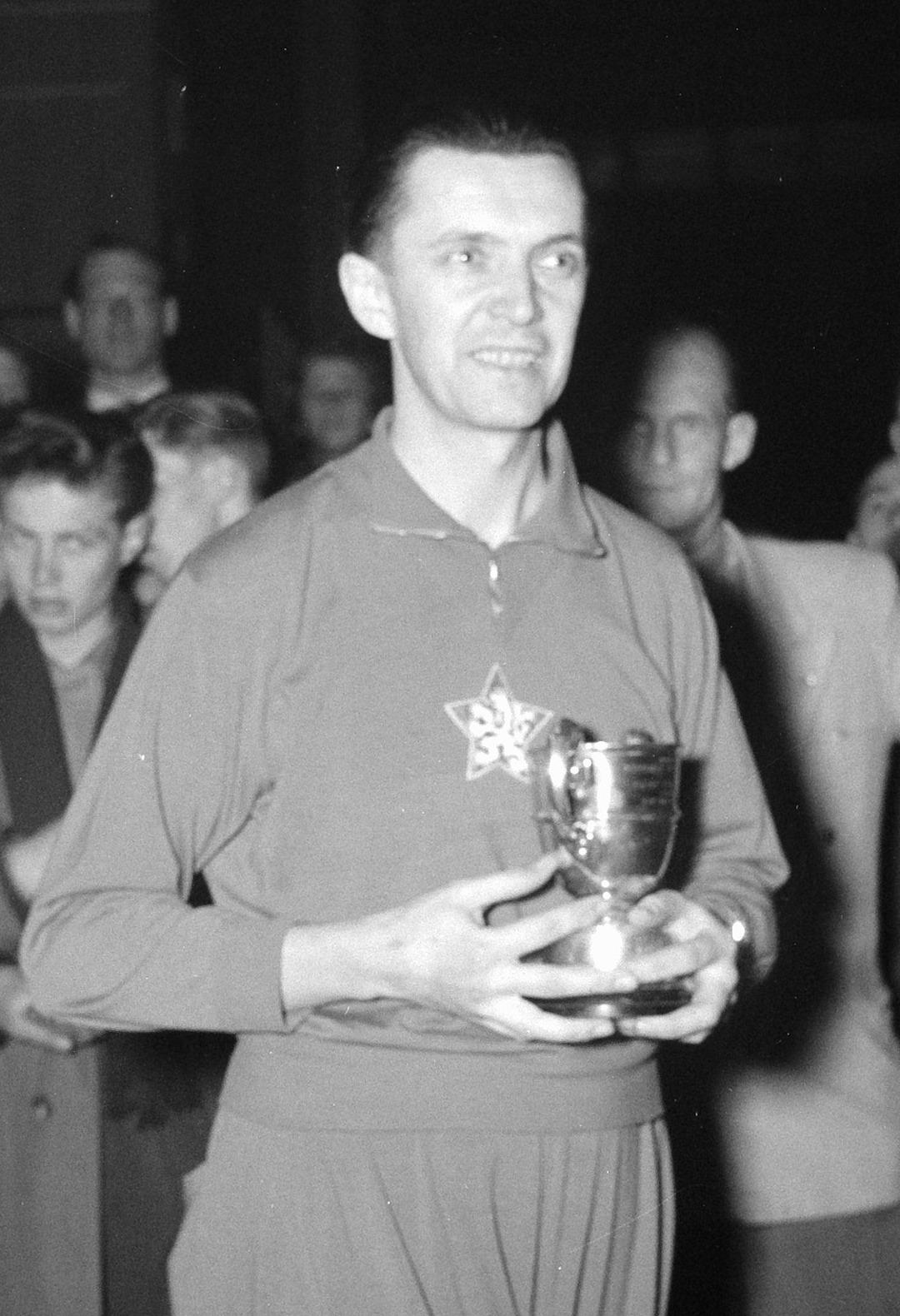
Štípek (1955)

Ladislav Štípek (Praag, 1925 - Barcelona, 13 februari 1998) was een Tsjecho-Slowaaks tafeltennisser. Hij werd in Wembley 1948, (met Bohumil Váňa), Utrecht 1955 en Stockholm 1957 (beide met Ivan Andreadis) wereldkampioen in het dubbelspel voor mannen. Tevens won hij WK-goud met het Tsjechoslowaakse team in het landentoernooi van 1948 en dat van Wenen 1951.
Štípek werd in 1995 opgenomen in de ITTF Hall of Fame.

## Sportieve loopbaan
Naast zijn vijf wereldtitels, behaalde Štípek zeven keer een zilveren medaille op verschillende WK's. Het merendeel daarvan was met de nationale ploeg, waarmee hij in 1949, 1954, 1955 en 1956 finales verloor. Bij de eerste gelegenheid won de Hongaarse ploeg het goud, de volgende keren was dat drie keer achter elkaar Japan.

Štípek legde nadruk op zijn status als dubbelspelspecialist door naast zijn drie wereldtitels nog drie finales in die discipline te behalen. Zowel in 1949, 1956 als 1959 had de Tsjecho-Slowaak de kans zijn titel van het voorgaande jaar te prolongeren. De eerste keer verloren hij en Váňa hun titel aan landgenoten Ivan Andreadis en František Tokár. Zowel in 1956 als 1959 vormden weer Japanners een te groot obstakel naar goud. In het eerste geval wonnen Ichiro Ogimura en Yoshio Tomita van hem en Andreadis, de tweede keer Ogimura met Teruo Murakami van hem en Ludvik Vyhnanovsky. In totaal deed Štípek mee aan twaalf edities van het WK tussen 1947 en 1963.
In de laatste jaren van Štípeks carrière werden er naast wereldkampioenschappen ook Europese kampioenschappen tafeltennis georganiseerd. De Tsjecho-Slowaak zag kans aan de eerste twee edities hiervan in 1958 en 1960 mee te doen. Zijn eerste deelname leverde hem nog een gouden medaille in het dubbelspel op (met Vyhnanovsky) en een zilveren in het landentoernooi. De titel daarin ging naar Hongarije.
Na het beëindigen van zijn actieve carrière in 1960 ging Štípek door in het tafeltennis als trainer. Hij trainde clubteams in Tsjecho-Slowakije en Peru. In 1977 werd hij bondscoach van Spanje, waarnaar hij in 1987 emigreerde. Štípek mocht daarop twee jaar zijn geboorteland niet meer in, tot na de Fluwelen Revolutie in 1989.